# Jean-Pierre Brulé
Pour les articles homonymes, voir Brulé.
Jean-Pierre Brulé, né à Saint-Lô le 20 septembre 1929 et mort à Paris le 2 mars 2015, est un dirigeant français d'entreprises informatiques.

## Biographie

### Famille
Fils de Raymond Brulé, un résistant mort en déportation, et d'une institutrice, Jean-Pierre Brulé fait des études brillantes jusqu'à sa sortie de l'École polytechnique.

### Carrière à la CSF puis chez IBM
Ingénieur, il entre d'abord à la CSF où il développe des calculateurs analogiques. Il passe ensuite chez IBM où il crée la Division militaire d'IBM France. Il y conçoit le système de contrôle aérien STRIDA pour l'Armée de l'air française. 

### Arrivée à la direction de Bull
En 1967, il est invité à rejoindre Bull-General Electric comme directeur général adjoint. À la suite de la vente en 1970 par General Electric de son activité de construction d'ordinateurs à Honeywell, Jean-Pierre Brulé devient PDG de Honeywell Bull. Il parvient à rééquilibrer les activités informatiques du groupe en faveur des intérêts français. Puis à absorber en 1976 la CII, créée par le Plan Calcul, où il succède à Michel Barré. Le nouveau groupe Cii Honeywell Bull devient ainsi le nouveau champion national français en informatique.

### Eviction en 1981
Le 3 juillet 1981, en conflit avec le principal actionnaire, Saint-Gobain, il est écarté de son poste par le conseil d'administration de CII-HB, et remplacé par Maxime Bonnet.
Intéressé depuis 1978 par la micro-informatique, il développe alors des logiciels et devient conseiller en informatique.

### Rapport pour Alain Madelin et Gérard Longuet
En 1986, à la demande du Ministère de l'Industrie du gouvernement Chirac, il rédige un rapport recommandant de concentrer les investissements publics en informatique vers la recherche, et de supprimer des agences gouvernementales dont l'efficacité paraissait douteuse (Agence de l'Informatique, Centre mondial informatique et ressource humaine créé par Jean-Jacques Servan-Schreiber), ainsi que la politique préférentielle d'achats des administrations publiques.

### Livre de 1993
En 1993, il publie L'Informatique malade de l'État: du Plan calcul à Bull nationalisée, un fiasco de 40 milliards, ouvrage polémique mais solidement argumenté et documenté analysant les erreurs et les coûts de la politique informatique des gouvernements français successifs.
Il meurt à Paris le 2 mars 2015.

## Famille
Il est le frère du sondeur Michel Brulé.